# Dujail
Dujail (Arabisch: الدجيل, ad-Duǧail) is een klein sjiitisch dorp in Irak zo'n 50 kilometer ten noorden van Bagdad met ongeveer 10 000 inwoners.
Dujail is berucht geworden omdat daar op 8 juli 1982 op de toenmalige Iraakse dictator Saddam Hoessein een mislukte aanslag gepleegd werd. Kort erna werd er door presidentiële troepen een grootse wraakactie ondernomen tegen het dorp: 148 mensen werden daarbij of daarna vermoord. Zo'n 1500 inwoners, ook kinderen en vrouwen, werden gevangengenomen, gefolterd of gedeporteerd naar een strafkamp in de woestijn.
De stad werd tevens verwoest door het Baathistische regime en korte tijd later weer opgebouwd. Als extra straf mocht de grond rond de stad pas 10 jaar later weer voor landbouw en veeteelt worden gebruikt.
De wraakactie was de grond voor de eerste aanklacht in het strafproces tegen Saddam Hoessein, die hem de doodstraf opleverde.
Op 12 september 2008 was Dujail het toneel van een bloedige aanslag: een zelfmoordterrorist reed met zijn auto vol explosieven een politiebureau binnen en doodde daarbij 31 mensen en verwondde er minstens 60. Al Qaida werd als verantwoordelijke aangewezen.